# Rivière Saint-Cyr (vattendrag i Kanada, lat 46,18, long -77,63)
Rivière Saint-Cyr är ett vattendrag i Kanada.   Det ligger i provinsen Québec, i den sydöstra delen av landet, 170 km nordväst om huvudstaden Ottawa.
I omgivningarna runt Rivière Saint-Cyr växer i huvudsak blandskog. Trakten runt Rivière Saint-Cyr är nära nog obefolkad, med mindre än två invånare per kvadratkilometer.